# Coelogyne longpasiaensis
Coelogyne longpasiaensis là một loài thực vật có hoa trong họ Lan. Loài này được J.J.Wood & C.L.Chan mô tả khoa học đầu tiên năm 1990.